# Arado Ar 95
El Arado Ar 95 fue un hidroavión biplano monomotor concebido para realizar tareas de patrulla, reconocimiento marítimo y ataque ligero. Fue diseñado y construido por la firma alemana Arado Flugzeugwerke. Ordenado por Chile y Turquía, fue probado durante la guerra civil española; algunos ejemplares fueron utilizados por la Kriegsmarine a comienzos de la Segunda Guerra Mundial.

## Diseño y desarrollo

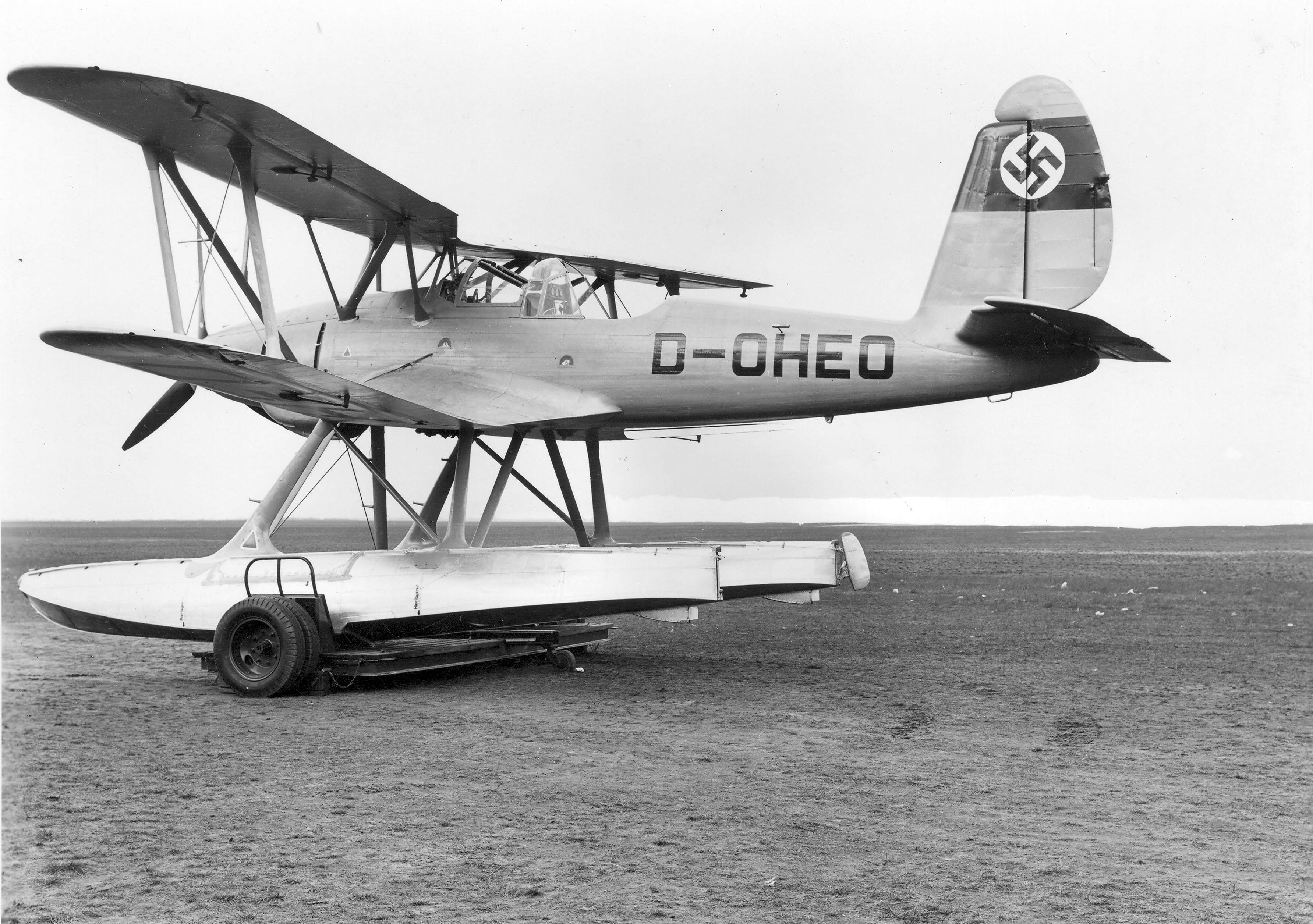
Primer prototipo de Arado Ar 95

En 1936, el Reichsluftfahrtministerium (RLM) formuló un requisito por un hidroavión que realizase misiones de reconocimiento, para reemplazar al Heinkel He 114. El avión debía ser ligero, con un peso máximo de 2,5 t, uno o dos tripulantes, y ser adecuado para el lanzamiento desde catapultas. El equipo y el armamento debían reducirse al mínimo. El Ar 95 fue diseñado en 1935 como un hidroavión biplaza para cometidos de patrulla costera, reconocimiento y ataque ligero. El primer prototipo, un biplano totalmente metálico propulsado por un motor radial de nueve cilindros refrigerado por aire BMW 132, voló en 1936, mientras que un segundo prototipo estaba propulsado por un motor lineal V12 Junkers Jumo 210 refrigerado por líquido. Los dos prototipos fueron evaluados contra el similar Focke Wulf Fw 62. Sin embargo, resultó ganador el Ar 95 en la versión con motor BMW, que se consideró digna de estudios adicionales, solicitando un lote de tres unidades para una evaluación adicional, siendo enviados a tal efecto a la Legión Cóndor durante la Guerra Civil Española.

### Variante embarcada, el Arado Ar195
El Ar 195 se puede considerar como un desarrollo adicional, que se construyó en competencia con el Fieseler Fi 167 como un avión multipropósito para su uso en el portaaviones en construcción Graf Zeppelin. Se llegaron a construir tres prototipos, volando el primero en 1937; las modificaciones principales fueron la adición de un gancho de frenado y dispositivos para el catapultado, así como una cubierta transparente más alta en la cabina, con objeto de mejorar la visibilidad delantera al efectuar aterrizajes en cubierta.

## Historia operacional
El Ar 95 no fue ordenado por la Luftwaffe, por lo que se ofreció para la exportación en dos versiones, el hidroavión Ar 95W y el Ar 95L, versión con tren de aterrizaje fijo y carenado. La Fuerza Aérea de Chile ordenó en 1937 nueve Ar 95 (tres Ar 95W y seis Ar 95L), que se entregaron en 1938.
Al comienzo de la Guerra Civil Española, tres ejemplares son enviados a España para ser evaluados en condiciones de combate, siendo asignados a la Legión Cóndor. Hacia finales de 1939, llegan a España procedentes de Alemania los tres Ar 95, que son basados en la base de hidros de Pollensa. Son identificados del 64-1 al 64-3, compartiendo servicios y misiones con los CANT Z.501 y Z.506. Un ejemplar fue dotado de tren de aterrizaje y destinado a la Base Aérea de Getafe como avión de asalto; dado que su rendimiento no fue el esperado, es de nuevo devuelto a Pollensa y dotado de nuevo de flotadores. El último Ar 95 se mantuvo en servicio hasta 1948.
Turquía hizo un pedido de 12 Ar 95W, que fueron retenidos en Alemania al estallar la guerra; los Ar 95 requisados fueron designados por la Luftwaffe como Ar 95A, y se usaron para entrenamiento y en operaciones de reconocimiento costero sobre el Mar Báltico, operando frente a las costas de Letonia y Estonia en 1941, y en el Golfo de Finlandia, donde continuaron operando hasta finales de 1944.

## Variantes
Ar 95
Prototipos de hidroavión de reconocimiento y ataque
Ar 95W
Versión de exportación del Ar 95 como hidroavión
Ar 95L
Versión terrestre de exportación del Ar 95
Ar 95A
Designación dada por la Luftwaffe a doce Ar 95W requisados a Turquía

## Operadores
Alemania
- Luftwaffe

 Chile
- Fuerza Aérea de Chile

 España
- Legión Cóndor
- Aviación Nacional

## Especificaciones (Ar 95A-1)
Referencia datos: Enciclopedia Ilustrada de la Aviación, Vol.2 pag 274

### Características generales
- Tripulación: Dos (piloto y observador)
- Longitud: 11,1 m (36,4 ft)
- Envergadura: 12,5 m (41 ft)
- Altura: 3,6 m (11,8 ft)
- Superficie alar: 45,4 m² (488,7 ft²)
- Peso vacío: 2450 kg (5399,8 lb)
- Peso máximo al despegue: 3560 kg (7846,2 lb)
- Planta motriz: motor radial de nueve cilindros refrigerado por aire BMW 132De.
  - Potencia: 647 kW (892 HP; 880 CV) cada uno.

### Rendimiento
- Velocidad máxima operativa (Vno): 310 km/h (193 MPH; 167 kt) a 3000 m
- Velocidad crucero (Vc): 255 km/h (158 MPH; 138 kt)
- Alcance: 1100 km (594 nmi; 684 mi)
- Techo de vuelo: 7300 m (23 950 ft)

### Armamento
- Ametralladoras: 

  - 1x MG 17 7,92 mm de tiro frontal
  - 1x MG 15 7,72 mm en cabina posterior
- Bombas: 500 kg
- Otros: Torpedo 800 kg

## Aeronaves relacionadas

### Desarrollos relacionados
- Arado Ar 195

### Secuencias de designación
- Secuencia Ar _ (designaciones del RLM para Arado): ← Ar 79 - Ar 80 - Ar 81 - Ar 95 - Ar 96 - Ar 195 - Ar 196 →
- Secuencia Numérica (designaciones del RLM 1933-1945): ← Ju 89 - Ju 90 - Ju 92 - Ar 95 - Ar 96 - Fi 97 - Fi 98 →
- Secuencia Numérica (Aeronaves del Ejército del Aire español, 1939-1945): ← 60 - 61 - 62 - 64 - 65 - 66 - 70 →
- Secuencia HR._ (Hidroaviones del Ejército del Aire español, 1945-1954): HR.1 - HR.2 - HR.3 - HR.4 - HR.5 - HR.6 →